# Flughafen Port-au-Prince

i7
i11
i13
Der Aéroport international Toussaint Louverture (IATA-Code: PAP, ICAO-Code: MTPP) ist einer der beiden internationalen Flughäfen Haitis. Er befindet sich nördlich der Hauptstadt Port-au-Prince in der Vorstadt Tabarre und dient als Heimatflughafen der Sunrise Airways.

## Geschichte

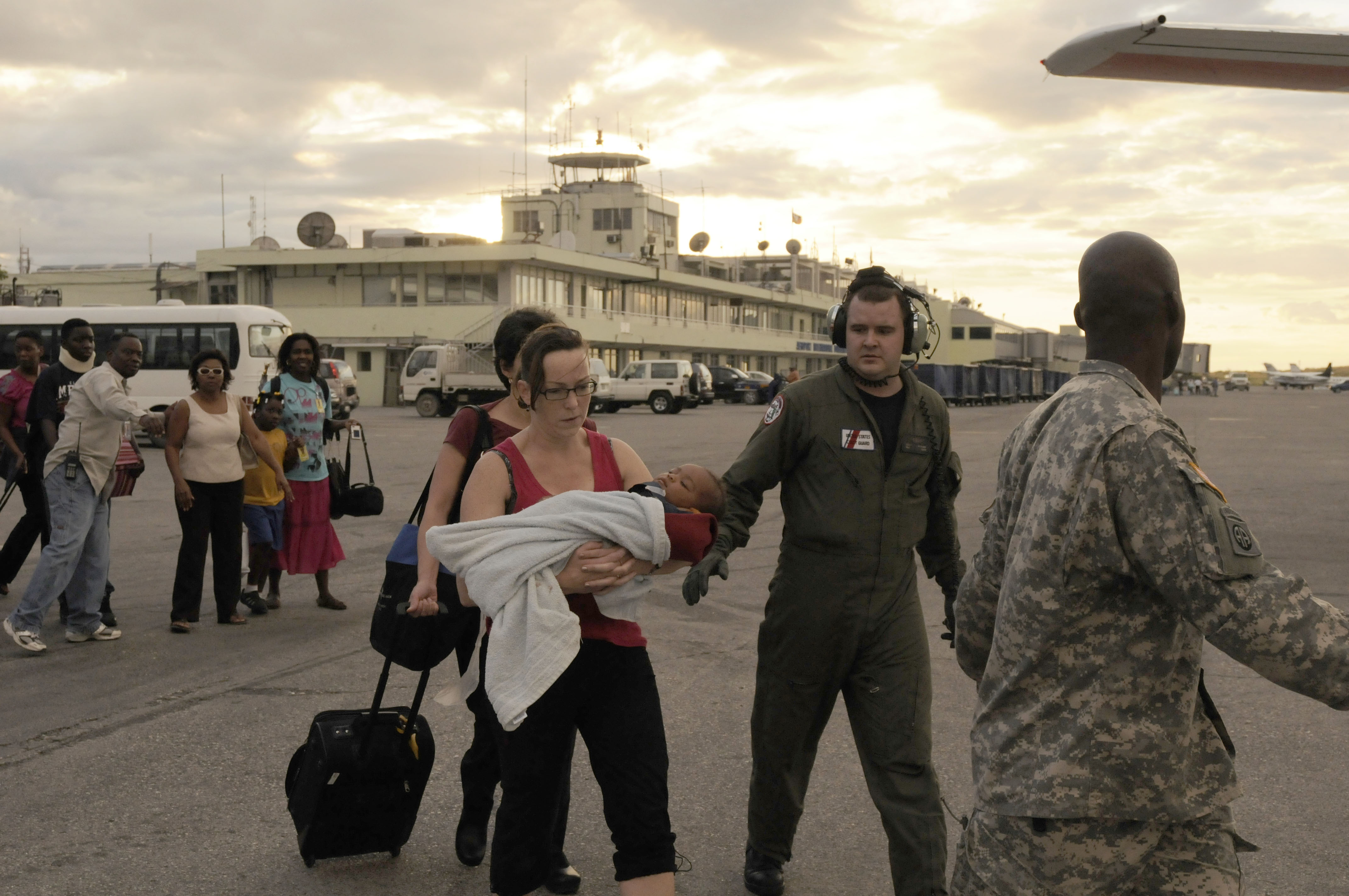
Nach dem Erdbeben 2010

Er wurde in den 1940er-Jahren als ziviler Flugplatz errichtet und diente zwischen 1950 und 1960 als Militärflugplatz der Vereinigten Staaten. Danach wurde der Flughafen erweitert und 1965 eröffnet. Damals trug er den Namen des autokratischen Herrschers François Duvalier. 1986 wurde er in Aéroport international de Port-au-Prince umbenannt, bevor er 2003 zu Ehren des Revolutionärs Toussaint Louverture dessen Namen erhielt.
Bei einem Erdbeben im Januar 2010 wurde der Tower schwer beschädigt, während die Start- und Landebahn sowie die restliche Infrastruktur weitgehend intakt blieben. Die Verwaltung des Flughafens wurde danach auf Wunsch des haitianischen Präsidenten René Préval vorübergehend von der US-Luftwaffe geleitet.
Im Rahmen der Krise in Haiti seit 2018 kam es im März 2024 zu einer vollständigen Schließung des Flughafens, da bewaffnete Banden die Kontrolle über seine Zugänge und Umgebung übernommen hatten. Die Fluggesellschaft Sunrise Airways nahm Mitte Mai wieder den Flugbetrieb zwischen Port-au-Prince und Cap-Haïtien auf.

## Zwischenfälle
- Am 8. September 1974 fiel an einer Curtiss C-46D-15-CU Commando der costa-ricanischen Transportes Aéreos de Integración (TAISA) (Luftfahrzeugkennzeichen TI-1010C) ein Triebwerk aus und die Maschine schlug in eine Bergflanke nahe Port-au-Prince ein. Startflughafen war der Flughafen Port-au-Prince gewesen. Alle 4 Insassen, drei Besatzungsmitglieder und ein Passagier, kamen ums Leben.[3]

- Am 15. Februar 1980 entstanden an einer auf William J. Evans privat zugelassenen US-amerikanischen Convair CV-240-0 (N8330C) Triebwerksprobleme. Die Piloten kehrten zum Ausgangspunkt, dem Port-au-Prince/Bowen Field, zurück und führten dort eine Notlandung mit einem Feuer im linken Triebwerk und der linken Tragfläche durch. Das Flugzeug wurde irreparabel beschädigt. Alle drei Besatzungsmitglieder, die einzigen Insassen, überlebten den Unfall, waren aber schon verschwunden, als die Rettungskräfte eintrafen. Das Flugzeug war mit Marihuana voll beladen.[4]

- 7. März 1980: Ein Learjet 25 (N211MB) auf einem Charterflug für die Merchant Bank stürzte bei der Ankunft in den Hügeln am Flughafen ab. Ein Passagier und zwei Besatzungsmitglieder starben.[5]

- 7. Dezember 1995: Eine Beechcraft 1900D (F-OHRK) der Air-St. Martin rammte einen Berg auf einer Höhe von 5030 Fuß (1533 m), 30 Kilometer vom Flughafen entfernt. Zwei Besatzungsmitglieder und 18 Fluggäste wurden getötet.[5]

- 12. Februar 1996: Eine GAF Nomad (N224E) der Haiti Express verunglückte beim Start. Zwei Besatzungsmitglieder und acht Passagiere starben.[5]

- 31. August 2007: Eine Cessna Grand Caravan (HH-CAR) der Caribintair stürzte kurz nach dem Start, fünf Kilometer vom Flughafen entfernt, ab. Es gab keine schwerwiegend Verletzten.[5]

- 11. September 2007: Eine Cessna Grand Caravan (HH-CAW) der Caribintair stürzte bei der Landung 10 Kilometer von der Start- und Landebahn entfernt ab.[5]
- Am 11. November 2024 wurde eine anfliegende, aus Fort Lauderdale kommende Maschine der amerikanischen Spirit Airlines von Mitgliedern gewalttätiger Banden mit Gewehren beschossen. Eine Flugbegleiterin wurde leicht verletzt. Die Maschine brach die Landung ab und flog in die Dominikanische Republik. Der Flughafen wurde zunächst geschlossen.[6]